# Ritorno a L'Avana
Ritorno a L'Avana (Retour à Ithaque) è un film del 2014 diretto da Laurent Cantet.
Il film è stato alla giornata degli autori di Venezia.
La pellicola ha partecipato al Toronto Film Festival 2014.